# يوسف هيكل
يوسف هيكل (1907-1989م) سياسي وسفير أردني من أصول فلسطينية ولد في يافا، تقلد العديد من المناصب في الحكومة الأردنية أبرزها منصب أول سفير أردني في الولايات المتحدة. كان والده من وجهاء يافا ومن الشخصيات الوطنية فيها.

## تعليمه
درس الابتدائية والثانوية في بلده يافا، وثم إلتحق بالكلية العربية في القدس، بعد إتمامه الكلية العربية في القدس إلتحق بكلية الحقوق في جامعة مونبيلييه ، حصل على بكالوريس في الحقوق من باريس ودبلوم عال في العلوم السياسية والعلاقات الدولية ودبلوم عال في العلوم الاقتصادية ثم بسنة 1935م دكتوراه الدولة في العلوم الحقوقية الاقتصادية. سافر إلى لندن والتحق بجامعتها وبسنه 1937م حصل على الدكتوراه في العلوم السياسية من جامعة لندن. وتم منحه من الجامعة ميدالية هتينسون القضية والتي تمنح سنوياً للمتفوق الأول في قسم الدراسات العليا في الجامعة. وكان هو العربي الوحيد الذي حاز على هذه الميدالية منذ إنشائها. 

## المناصب والأنجازات
- سنة 1937م نشرت أطروحته في باريس.[1]
- سنة 1938م تم تعيينه مديراً لاوقاف رام الله.[1][4][5]

- من عام 1943 إلى 1945 كان المفتش العام للأوقاف (الممتلكات العامة الإسلامية في قاضي قضاء فلسطين (فلسطين).
- عين حاكم صلح في المحكمة المركزية بنابلس حتى سنة 1947م.[1]
- من 1945 إلى النكبة في عام 1948 كان رئيس بلدية يافا . [6][7]
- في سنة 1947م كان عضواً في الهيئة العربية العليا.[1]
- من 1949 إلى 1953 ، شغل منصب وزيراً في واشنطن العاصمة ، حيث مثل من 1950 إلى ديسمبر 1953 مثل الحكومة الأردنية في البنك الدولي وصندوق النقد الدولي .
- من 1953 إلى 1954 ، كان رئيس الوفد الأردني لدى لجنة الهدنة المشتركة بين الأردن وإسرائيل في القدس . [8]
- من أغسطس 4, 1954 إلى مايو 18, 1956 كان سفيراً في لندن .
- من مايو 18, 1956 إلى 1957 كان سفيراً في باريس . [9]
- في 22 يونيو 1957 تم تعيينه سفيراً في واشنطن العاصمة ، حيث تم اعتماده من 2 أغسطس 1957 إلى 18 نوفمبر 1958.
- في الفترة من أغسطس 21, 1957 إلى يونيو 5, 1962 ، كان ممثلًا دائمًا بجوار مقر الأمم المتحدة .
- من يونيو 5, 1962 إلى مايو 10, 1964 كان سفيراً في نيودلهي .
- من مايو 10, 1964 إلى مارس 10, 1969 كان سفيراً في تايبيه . [10]
- قام برحلة حول العالم بعامي 1966-1967م.[1]

## مؤلفاته
- رئيس الوزراء وتطور النظام النيابي في فرنسا، بالفرنسية، باريس، 1937م.[1]
- القضية الفلسطينية، يافا، 1937م.[11]
- نحو الوحدة العربية، القاهرة، 1943م.[12]
- ايتامنا، 1940م.[13]
- هدف العراق والتضحية من جديد في سبيل فلسطين العربية، 1943م.[4]
- تتحد الأحزاب امام الخطر وأحزاب فلسطين لا تتحد أمام الموت، 1936م.[14]
- على الدول أن تقوى وتتحد لصد غارات أوروبا الأستعمارية، 1935م.[15]
- الحياة الجامعية، 1944م.[16]
- الموجهون، 1944م[17]
- نحو الوحدة العربية، 1945م.[18]
- المنافسات السلبية، 1945م.[19]
- تحول العرب، 1943م.[20]
- هزيمة حزيران وما ينبغي عمله، بيروت، 1967م.[1]
- فلسطين قبل وبعد، 1971م.[1]
- أيام الصبا، مذكرات، دار الجليل، عمان، 1988م.[1]
- ربيع الحياة، مذكرات، دار الجليل، عمان، 1989م.[1]
- جلسات في رغدان، مذكرات، دار الجليل، عمان، 1988م.[1]
- مدينة الزهور، مخطوطة.[1]